# Матилда II
Матилда II је био британски средњи тенк из Другог светског рата.
Године 1936. почео је развој наследника тенка Матилда I на којег би се уградио топ од 40 мм и који би имао брзину од 16-24 km/h. Покушано је модификовати тенк Матилда I, али убрзо се то показало непрактично. Уместо тога се одабрало наставити развој на бази средњег тенка A7. У тенк су уграђена два дизел-мотора AEC. Наоружан је топом од 40 mm и једном 7,92 mm митраљезом Беса. Купола се могла окренути за 360 степени за 14 секунди.
Матилда II је одиграла важну улогу у почетним борбама у северној Африци. У Либији 1940. оклоп тенка Матилда II тенка се показао најимунији на италијанске противтенковске топове и тенковске топове. До појаве немачких 8,8 cm вучних топова 1941. који су коришћени у противтенковске сврхе Матилда II је био најефикаснији британски тенк.

## Оперативна историја

### Француска 1940.
У наоружању Британског експедиционог корпуса у Француској 1940. године налазило се само 23 пешадијска тенка А12 Матилда II и то у саставу 7. краљевског тенковског пука.
Током Битке код Араса, 21. маја 1940. године, А12 Матилда II показала се отпорном на ватру стандарног немачког противтенковског топа калибра 37 mm. Матилде које су уништене током ове битке, уништене су погоцима у гусенице или дејством топова већег калибра (код Араса Ромел је у противоклопној борби први пут употребио немачке противавионске топове калибра 88 mm).
Осим проблема са погонском групом, као највећи недостатак овог тенка у Француској показале су се његове гусенице. Када би се једном накупиле блата, гусенице су лоше приањале не само на меком терену, већ и на калдрмисаним француским путевима. Приликом повлачења Британски експедициони корпус оставио је све Матилде у Француској.

## Корисници
- Совјетски Савез
- Уједињено Краљевство
- Аустралија

## РеФеренце
1. 1 2  Forty 2007, стр. 51.
2. ↑  Fletcher 2012, стр. 10.